# Bimota HB1
La HB1 est un modèle de motocyclette de la marque italienne Bimota.
La HB1 est le premier modèle de la firme de Rimini. Trouvant sa Honda CB 750 Four trop dangereuse en conduite sportive, Massimo Tamburini décide de lui construire un cadre plus rigide. Celui-ci est un double berceau, fait en alliage de chrome-molybdène, associant la dureté et la légèreté. Il est annoncé dans les brochures de l'époque pour 13 kg.
Le moteur reste d'origine, un quatre cylindres en ligne, quatre temps, refroidi par air, développant 67 ch à 8 000 tr/min, pour un couple de 6,1 mkg à 7 500 tr/min. Il est alimenté par quatre carburateurs de 28 mm de diamètre. Il est couplé à une boîte de vitesses à cinq rapports.
Le réservoir est en aluminium et le dosseret de selle, le garde-boue avant et le carénage sont en polyester.

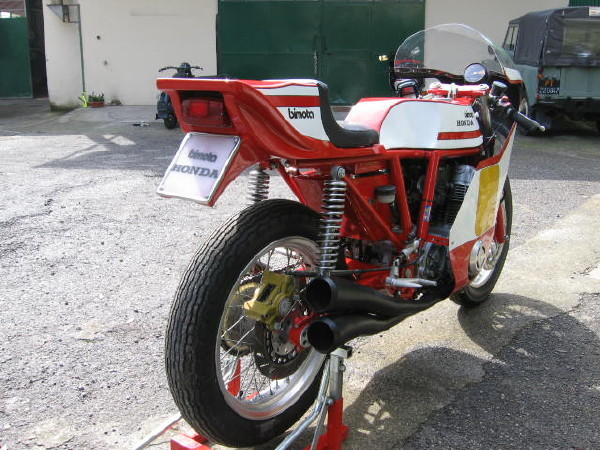
Le seul exemplaire de la HB1 qui n'aurait pas été vendu en kit

Sur le prototype, on trouve d'abord un frein avant à tambour Fontana, remplacé par deux disques. L'arrière est à tambour. Sur la version produite pour la vente, on trouve trois disques.
Comme sur la 750 Four, les quatre pots d'échappement remontent deux à deux de chaque côté de la machine.
Le nombre d'exemplaires produits varie suivant les sources. Un supplément au magazine italien La Moto, édité par Bimota annonce qu'une trentaine d'exemplaires sont sorties. Selon d'autres, 10 exemplaires de la HB1 ont été produits dont 9 vendus en kit, pour 929 €.
La première version de la HB1 était noire et rouge avec le logo « Honda » rouge sur le réservoir et la mention « Meccanica Bimota » sur le carénage. Sur les modèles suivants, le réservoir était blanc avec une bande rouge tandis que le cadre et le garde-boue avant sont complètement rouges. La version vendue complète était équipée d'un carénage blanc et rouge avec des plaques à numéro jaunes.